# Иллеш, Дьёрдь
Дьёрдь Иллеш (венг. Illés György; 2 ноября 1914, Эгер, Австро-Венгрия, ныне Венгрия — 12 июня 2006, Будапешт, Венгрия) — венгерский оператор и актёр.

## Биография
Начинал карьеру как осветитель. С 1948 года работал оператором. Снимал фильмы признанных мастеров венгерского и мирового кинематографа: Золтана Фабри, Феликса Мариашши, Кароя Макка, Андраша Ковача и других. С 1949 года — декан операторского факультета, в 1989-1991 годах — ректор Академии театра и кино в Будапеште.

## Избранная фильмография

### Оператор
- 1949 — Сабо / Szabóné (в советском прокате «Анна Сабо»)
- 1951 — Новички на стадионе / Civil a pályán
- 1952 — Буря / Vihar
- 1955 — Будапештская весна / Budapesti tavasz
- 1958 — Дом под скалами / Ház a sziklák alatt
- 1958 — Зонтик святого Петра / Szent Péter esernyöje
- 1960 — Долгий путь домой / Hosszú az út hazáig
- 1960 — Дорога испытаний / Próbaút
- 1960 — По газонам ходить разрешается / Füre lépni szabad
- 1962 — Потерянный рай / Elveszet paradicsom
- 1963 — Карамболь / Karambol
- 1964 — Двадцать часов / Húsz óra
- 1964 — Что делало Ваше Величество с трёх до пяти? / Mit csinált Felséged 3-tól 5-ig?
- 1965 — Жаворонок / Pacsirta (в советском прокате «Любимый деспот»)
- 1967 — После сезона / Utószezon
- 1967 — Стены / Falak (в советском прокате «Дело Ласло Амбруша»)
- 1968 — Мальчишки с улицы Пал / A Pál utcai fiúk
- 1968 — Лев готовится к прыжку / Az oroszlán ugrani készül
- 1969 — Самозванцы / Imposztorok (в советском прокате «Короли, регенты и шуты»)
- 1969 — Путешествие вокруг моего черепа / Utazás a koponyám körül
- 1969 — Добро пожаловать, господин майор / Isten hozta örnagy úr (другое название «Семья Тот»)
- 1972 — На венгерской равнине / A magyar ugaron
- 1973 — Муравейник / Hangyaboly
- 1974 — Легенда Пендрагона / A Pendragon legenda
- 1974 — 141 минута из «Незавершённой фразы» / 141 perc a befejezetlen mondatból (в советском прокате «Незавёршенная фраза»)
- 1976 — Пятая печать / Az ötödik pecsét
- 1977 — Венгры / Magyarok
- 1977 — Легато / Legato
- 1978 — Звезда на костре / Csillag a mágyán
- 1979 — Встреча Балинта Фабиана с Богом / Fábián Bálint találkozása Istennel
- 1981 — Реквием / Requiem
- 1981 — Временный рай / Ideiglenes paradicsom
- 1987 — Заколдованный доллар / Az elvarázsolt dollár

### Актёр
- 1976 — Лабиринт / Labirintus — оператор
- 1985 — Ученики / A tanítványok
- 1997 —  / Az én kis növérem — Pesti fényképész
- 2001 — Тлеющая сигарета / Hamvadó cigarettavég

## Награды
- 1950 — Международная премия Мира
- 1950 — Премия имени Кошута
- 1967 — Народный артист ВНР
- 1975 — Премия имени Кошута